# Burgharting (Kirchberg)
Burgharting ist ein nordöstlicher Gemeindeteil von Kirchberg im oberbayerischen Landkreis Erding zwischen Landshut, Taufkirchen (Vils) und Erding. 

## Geographie
Das Pfarrdorf liegt östlich des Hammerlbacher Holz unmittelbar an der Grenze zum niederbayerischen Landkreis Landshut. Durch den Ort fließt die Kleine Vils.

## Geschichte

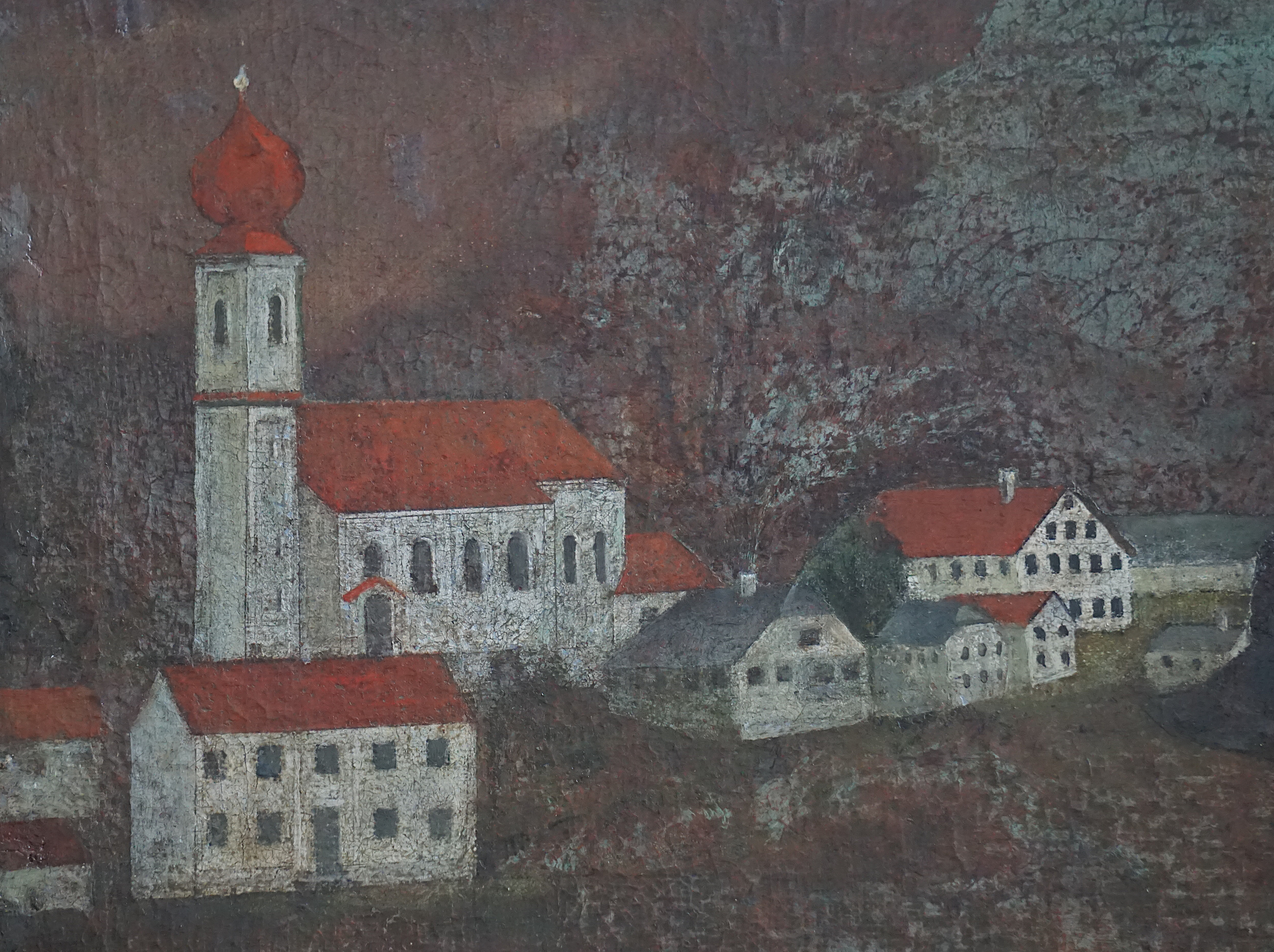
Darstellung von Burgharting im Altarblatt "St. Lampertus" in Burghardinger Pfarrkirche

Der Ort wurde mit einem Adelssitz eines Freisinger Ministerialengeschlechts um 1025 erstmals urkundlich erwähnt. Die Lage und die Art des Baues, auf dem die Familie lebte, ist nicht mehr erforschbar. Die Grundherrschaft über Burgharting besaß das Stiftskapitel Moosburg. Im Jahre 1818 entstand mit dem bayerischen Gemeindeedikt die heutige Gemeinde Kirchberg, zu der Burgharting gehört.
Die Kirche St. Vitus war von jeher eine Filiale der Pfarrei Wambach (bei Neufraunhofen), erst 1923 wurde Burgharting zu einer Pfarrei erhoben.

## Pfarrkirche Sankt Vitus

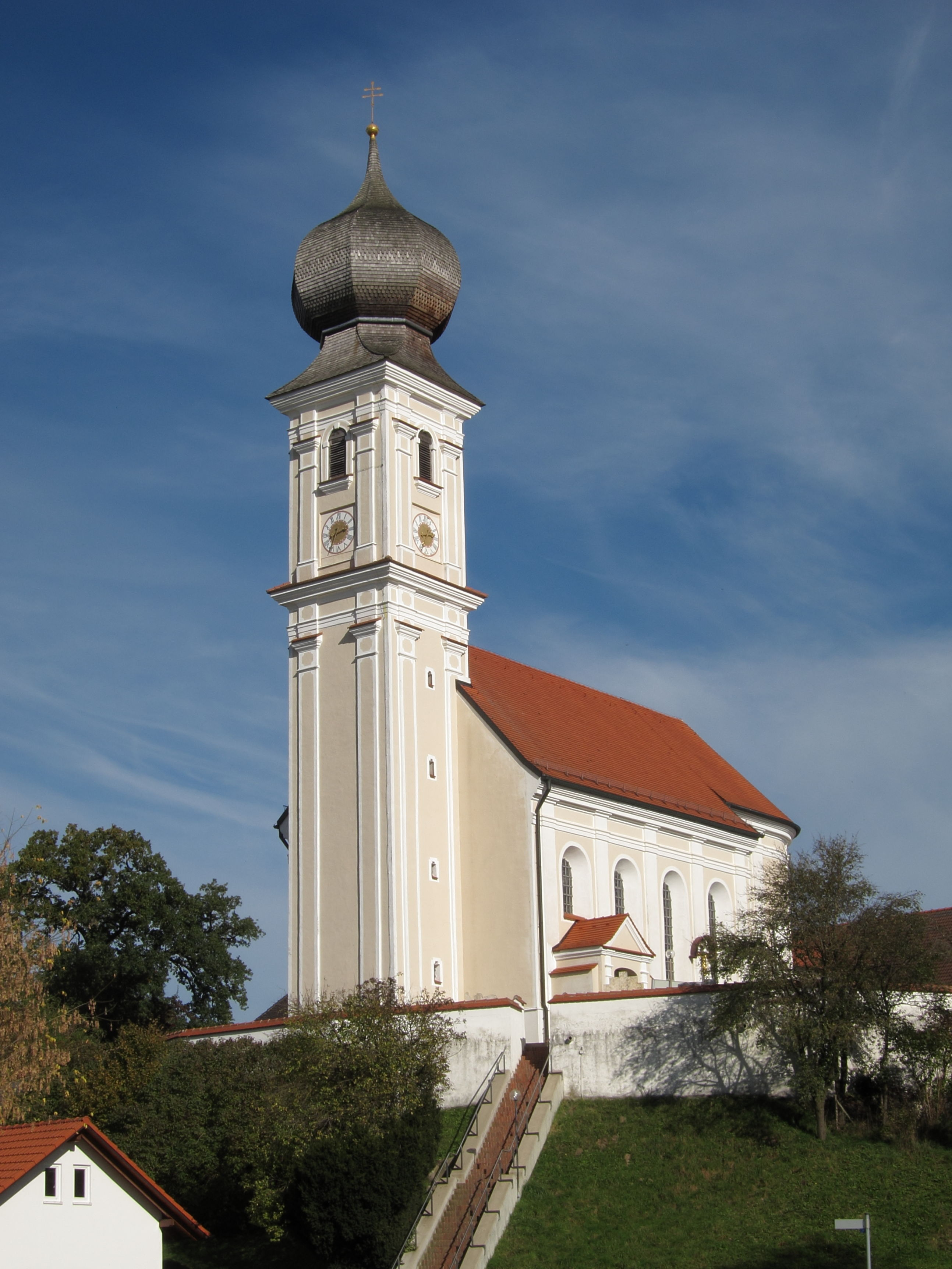
Pfarrkirche St. Vitus

Das Bauwerk wurde um 1724 (am Chorbogen ersichtlich) anstelle eines gotischen Vorgängers von Anton Kogler errichtet. Der Bau hat ein schön gegliedertes spätbarockes Äußeres. Die Ausstattung stammt vom Jahr 1724. Die Deckenfresken stammen vom Wartenberger Maler Franz Albert Aiglstorffer und veranschaulichen das Leben des Kirchenpatrons St. Vitus. Der Hochaltar-Bild von Johann Degler stellt das Martyrium des heiligen Vitus dar. Bemerkenswert sind die fast lebensgroßen Figuren am Hochaltar, besonders die Darstellung der Anna selbdritt. 
Erwähnenswert ist das Ölbergspiel im Hochaltar von 1724, das in nur noch wenigen Kirchen existiert. In der Fastenzeit wird das Ölbergspiel zwei- bis dreimal aufgeführt.

## Gewerbe
An gewerblichen Betrieben sind in Burgharting ein Gasthaus, ein Sanitärbetrieb, ein Transporte/Baumaschinenverleih und ein Metallbaubetrieb vorhanden. Die Lebenshilfe Erding betreibt in Burgharting eine Gärtnerei.